# Sociologia fenomenologica
La sociologia fenomenologica si inserisce nella branca dell'interazionismo; nasce agli inizi degli anni cinquanta e si configura come quella disciplina che attribuisce primaria importanza alla struttura intenzionale della coscienza umana al fine di interpretare, comprendere e spiegare l'azione sociale.
Si propone di studiare l'universo del senso comune (cioè i significati attribuiti da una comunità di consociati ai fenomeni e agli oggetti circostanti), che fonda la vita e l'agire quotidiano, al fine di dimostrare che le situazioni sociali sono vissute e costruite dai singoli individui.